# Сливочный сыр
Сливочный сыр (англ. cream cheese, также мягкий сыр) — мягкий, сладкий, с умеренно выраженным вкусом сыр из молока и сливок (отсюда и название сыра). По французским источникам известен с XVII века.
Сыр имеет нежную консистенцию, не требует периода созревания и этим отличается от других мягких сыров типа бри и нёшатель. Наиболее похожими по вкусу, структуре и консистенции, а также по способу приготовления являются бурсен и маскарпоне.
К сливочному сыру относятся и французские «Chavroux» и «Petit-suisse», а также норвежский «Snofrisk». Состав и жирность могут меняться в зависимости от вида сыра.
Применяется для приготовления таких популярных блюд, как роллы, чизкейк и торт «Красный бархат».

## Сыр «Филадельфия»
Наиболее известная в Америке марка этого сыра носит название «Филадельфия» и принадлежит американской компании Крафт Фудс. Этот сыр выпускается с 1872 года, название получил в честь города Филадельфии, который в то время был известен едой отменного качества.
Этот сыр состоит из обезжиренного коровьего пастеризованного молока и молочного жира, концентрата сывороточного белка, сырной культуры, соли, сыворотки, стабилизаторов (ксантановая камедь и/или камедь рожкового дерева и/или гуаровая камедь), сорбиновой кислоты (в качестве консерванта), пальмитата витамина А.
Молоко пастеризуется, а затем гомогенизируется и охлаждается для начала следующей стадии.
Молоко медленно нагревается перед тем, как проводится ферментация. Для этого в нормализованную молочную смесь добавляют закваску для свёртывания молочного белка и образования сырного сгустка с выделением сыворотки.
После этого отделяют сыворотку от сырного сгустка, придают сырной массе нужную структуру и добавляют соль и стабилизаторы. Вкусовые добавки, такие как чеснок, травы добавляют в уже готовый крем-сыр перед упаковкой.